# Eszelon (wojsko)

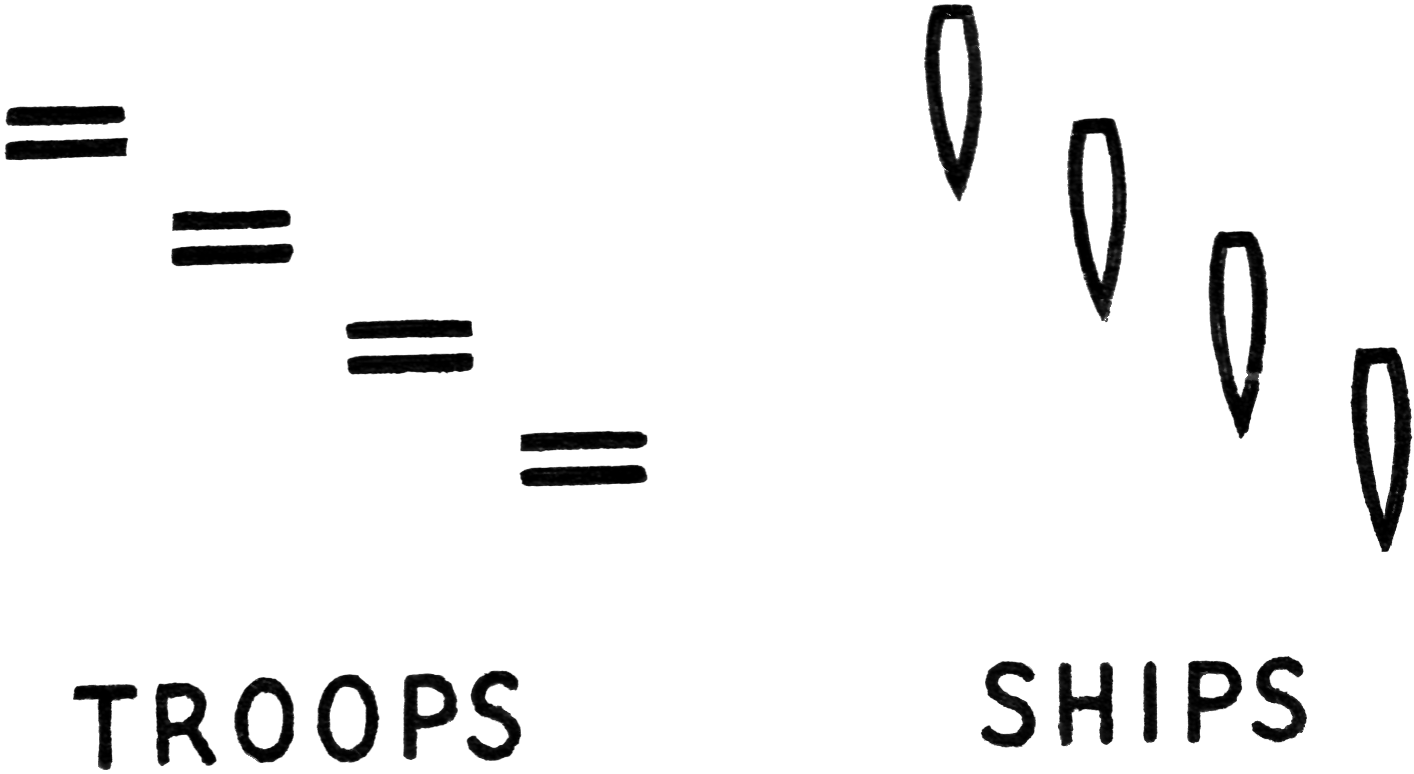

Eszelon (franc. echelon, łac. scala = drabina) – w dawnych armiach na zachodzie Europy schodo-podobny szyk uderzeniowy oddziałów, przy czym każdy kolejny oddział był o kilka szeregów cofnięty w stosunku do poprzedzającego. Nazywano tak też oddziały uderzeniowe (eszelon czołowy) i siedziby dowództw (eszelon tyłowy), a do lat trzydziestych XX wieku każde dowolne ugrupowanie samolotów, okrętów lub czołgów.
W polskiej nomenklaturze to nazwa wojskowej jednostki transportowej, jak kolumna wozów, samochodów lub wagonów kolejowych z zaopatrzeniem. 
W Rosji, w latach wojny domowej 1917–1920, eszelony służyły walczącym stronom jako ruchome bazy zaopatrzeniowe posuwające się tuż za frontem i zapewniające oddziałom m.in. łączność telefoniczną. Eszelony były szczególnie chronione przez wojska frontowe jako główne źródło zaopatrzenia.